# Cautleya
Cautleya là một chi thực vật trong họ Zingiberaceae. Nó được Joseph Dalton Hooker hợp thức hóa năm 1888, trên cơ sở nâng cấp tổ Cautlea của chi Roscoea do George Bentham thiết lập năm 1883 từ tên gọi chi không hợp thức và trần trụi là Cautlea do John Forbes Royle đề xuất năm 1839.

## Lịch sử phân loại
James Edward Smith đã mô tả 2 loài của Cautleya vào năm 1822; tuy nhiên, ông xếp chúng vào chi Roscoea là R. gracilis và R. spicata. Năm 1839, John Royle lần đầu tiên đề xuất tên chi là Cautlea, để vinh danh bạn ông là đại úy Proby Cautley (1802-1871), kỹ sư kiêm nhà cổ sinh vật học và là người chịu trách nhiệm về các công trình thủy lợi trên diện rộng ở miền bắc Ấn Độ trong thời kỳ Công ty Đông Ấn cai trị Ấn Độ (1757-1858) và Raj thuộc Anh (1858-1947). Tuy nhiên, như Royle viết thì vì chiều theo ý của các bạn bè là các nhà thực vật học ông đã đặt loài do ông mô tả vào chi Roscoea, với tên gọi khoa học R. lutea. (R. lutea hiện nay được coi là đồng nghĩa của R. gracilis của Smith, và đều là đồng nghĩa của danh pháp chính thức Cautleya gracilis). Năm 1888, Joseph Dalton Hooker sửa lỗi và chính thức hóa tên gọi Cautlea của Royle thành Cautleya, chuyển R. lutea thành Cautleya lutea. Ông tách chi này dựa trên cơ sở là Cautleya có hoa màu vàng (mặc dù hiện nay người ta biết rằng một số loài Roscoea cũng có hoa màu vàng nhưng khác biệt với Cautleya). Ba loài khác của Cautleya đã được mô tả vào năm 1890 là C. cathcartii, C. petiolata và C. robusta. Tất cả chúng hiện nay đều được coi là đồng nghĩa của 1 trong 2 loài được chính thức công nhận, với C. cathcartii = C. gracilis var. robusta còn C. petiolata và C. robusta = C. spicata.
Phân loại năm 2002 của họ Zingiberaceae, dựa trên phân tích phát sinh chủng loài phân tử, xếp Cautleya vào tông Zingibereae trong phân họ Zingiberoideae. Trong phân tích này, nó có quan hệ họ hàng gần nhất với chi Roscoea, và sau đó là Rhynchanthus, Pommereschea và Hedychium.
Mặc dù có quan hệ họ hàng gần nhưng Cautleya và Roscoea có thể phân biệt được theo một số cách. Các lá của Cautleya có phiến lá được tách khỏi bẹ bằng một cuống lá, đôi khi rất ngắn, trong khi các phiến của lá Roscoea thì liên tục với bẹ lá. Các lá bắc bao quanh hoa có màu sắc rực rỡ, thường là màu đỏ ở Cautleya, trong khi chúng không có màu sắc rực rỡ ở Roscoea. Hạt của Cautleya có màu đỏ, xám hoặc đen, và chỉ có một áo hạt mỏng (hoặc không có); trong khi hạt của Roscoea có màu xanh lục đến nâu và có áo hạt mọng thịt dễ thấy. Cách sắp xếp hoa cũng khác nhau. Ở Cautleya, các hoa được xếp cách nhau dọc theo cành hoa ở một mức độ nào đó, trong khi chúng mọc gần nhau thành một "đầu hoa" dày đặc ở Roscoea.

## Các loài
Tại thời điểm năm 2021, theo WCSP và POWO thì chi này chứa 2 loài đã biết:
- Cautleya gracilis (Sm.) Dandy, 1932: Loài điển hình - Miền bắc Ấn Độ (Assam, Kashmir, Sikkim), trung nam Trung Quốc (Tứ Xuyên, Tây Tạng, Vân Nam), Bhutan, Myanmar, Nepal, Thái Lan, Việt Nam. Tại Việt Nam gọi là cầu ly, tìm thấy ở Sa Pa.[13]
- Cautleya spicata (Sm.) Baker, 1890 - Miền bắc Ấn Độ (Assam, Sikkim, Uttarakhand), trung nam Trung Quốc (Quý Châu, Tây Tạng, Tứ Xuyên, Vân Nam), Bhutan, Myanmar, Nepal. Theo Phạm Hoàng Hộ (1999) thì loài này cũng có ở Việt Nam, nhưng không chỉ ra địa điểm phát hiện.[14]

Bản công bố năm 1994 của Flora of China công nhận C. cathcartii là một loài, trong khi WCSP và POWO coi nó như là đồng nghĩa của C. gracilis var. robusta, theo Auvray & Newman (2010).

## Mô tả
Các loài Cautleya mọc từ các thân rễ ngắn có rễ mập nhiều thịt. Chúng có các "thân giả" được hình thành từ các bẹ lá quấn chặt sát gốc vào nhau. Tùy từng loài, các thân giả có thể cao 25–80 cm (10–31 in). Các lá riêng lẻ bao gồm một bẹ và một phiến lá. Ở phần tiếp giáp của bẹ và phiến lá có một cuống lá, có thể rất ngắn hoặc không có. Cây tàn lụi vào mùa đông và chồi non xuất hiện trở lại vào mùa xuân năm sau.
Những bông hoa màu vàng hoặc màu da cam xuất hiện vào mùa hè và mọc thành cành hoa (cụm hoa). Mỗi hoa có một lá bắc có màu sắc và bền bao quanh. Các lá đài hợp lại để tạo thành đài hoa hình ống, chia ở một bên. Phần đế của các cánh hoa hợp lại để tạo thành ống tràng dài bằng hoặc dài hơn đài hoa. Ở phần cuối của ống tràng, ba cánh hoa tạo thành các thùy tách biệt: thùy ở giữa thẳng đứng và hẹp hơn hai thùy bên. Bên trong ống tràng có ba cấu trúc giống như cánh hoa được hình thành từ các nhị lép. Các nhị lép bên thẳng đứng. Môi trung tâm rộng (cánh môi) uốn cong xuống dưới. Nó có một phần thu hẹp (gọi là vuốt) ở gốc của nó và nối với các thùy bên của ống tràng. Có một nhị hoa đơn lẻ với chỉ nhị ngắn thẳng đứng. Mô liên kết ở gốc bao phấn tạo thành phần phụ giống cái dĩa. Sau khi thụ phấn, quả nang chứa hạt chẻ ra đến phần gốc để lộ một khối hạt màu đỏ, xám hay đen.

## Phân bố
Hai loài Cautleya là các loài gừng kỳ dị của vùng rừng rậm nhiệt đới và ôn đới núi cao, bản địa của các khu vực rừng mát lạnh - một môi trường sống bất thường đối với các thành viên của họ Zingiberaceae. Họ Zingiberaceae phân bố chủ yếu ở vùng nhiệt đới. Sự phân bố miền núi bất thường của Cautleya, và chi có quan hệ họ hàng gần Roscoea, có thể đã tiến hóa tương đối gần đây và là phản ứng đối với sự nâng lên từ phay nghịch đang diễn ra trong khu vực do sự va chạm của các mảng kiến tạo là mảng Ấn Độ và mảng Á-Âu trong khoảng 50 triệu năm qua.
C. gracilis var. gracilis có phân bố rộng nhất, xuất hiện trong khu vực từ dãy Himalaya phía bắc Ấn Độ và Nepal, qua các vùng núi ở Myanmar, Trung Quốc (Tây Tạng, Vân Nam) và Thái Lan đến miền bắc Việt Nam. Các đơn vị phân loại khác có sự phân bố tương tự, nhưng C.  gracilis var. robusta không thấy có ở Myanmar, Thái Lan hoặc Việt Nam còn C. spicata cũng không được tìm thấy ở Thái Lan hay miền bắc Việt Nam.
Tất cả các loài và thứ của chúng (nếu có) nói chung thường mọc ở các vùng núi từ khoảng 1.000 m (3.300 ft) đến khoảng 4.000 m (13.000 ft). Được tìm thấy trong tầng dưới tán của rừng hoặc trong các thung lũng ẩm ướt, chúng có thể mọc trên cây dưới dạng thực vật biểu sinh hoặc trên mặt đất ở những vị trí núi đá dốc.

## Gieo trồng
Cả hai loài Cautleya đều có thể được người ta gieo trồng  làm cây cảnh có hoa, với một loạt giống cây trồng và các dạng thu thập được. Khi được trồng trên đất, chúng có thể chịu được sương giá ở một mức độ nhất định ở các vùng khí hậu như tây bắc châu Âu, mặc dù người ta khuyến cáo nên che phủ để bảo vệ vào mùa đông. Người ta cũng khuyến cáo nên trồng chúng trên đất ẩm, giàu mùn và có độ râm mát nhất định. Khi trồng trong chậu, chúng cần được bảo vệ khỏi sương giá.